# Dick Enthoven

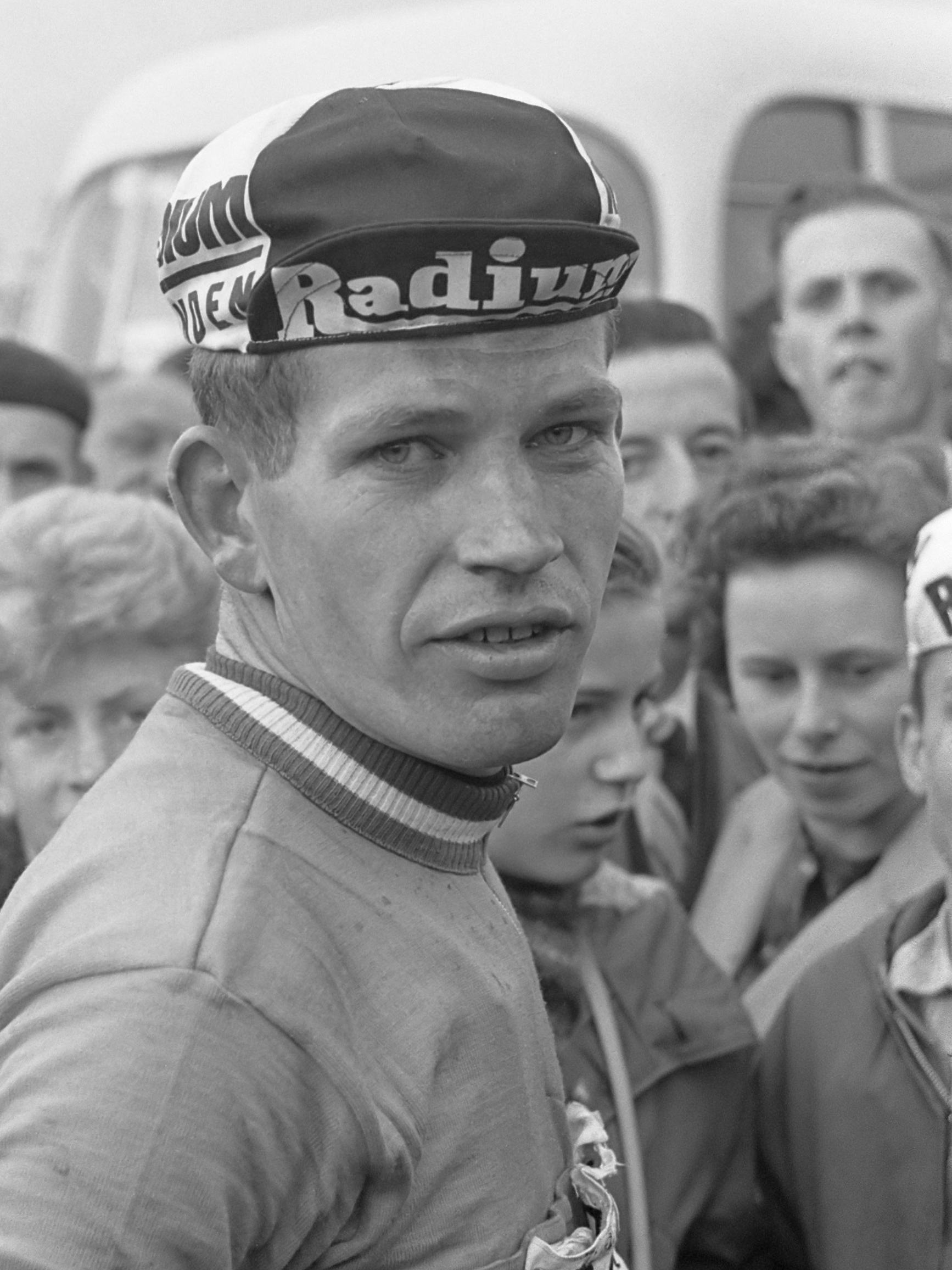
Dick Enthoven (1961)

Dick Enthoven (* 2. August 1936 in Halfweg; † 21. März 2021 in Stekene) war ein niederländischer Radrennfahrer und nationaler Meister im Radsport.

## Sportliche Laufbahn
Als Amateur gewann er 1959 die nationale Meisterschaft im Straßenrennen. Für das Nationalteam der Niederlande bestritt er die Polen-Rundfahrt 1959. Er gewann eine Etappe und wurde beim Sieg von Wiesław Podobas Dritter der Rundfahrt. Im Eintagesrennen Omloop der Kempen wurde er Dritter hinter dem Sieger Bas Maliepaard.
Er war von 1959 bis 1965 Berufsfahrer. In seiner ersten kompletten Saison als Profi wurde er Zweiter der Tour du Nord. 1961 gewann er die Holland-Rundfahrt vor Huub Zilverberg.
In der Tour de France startete er dreimal. 1963 wurde er 34. des Endklassements, 1961 und 1962 schied er aus. In der Vuelta a España 1961 schied er aus.